# Castleford Tigers
Castleford Tigers Rugby League Football Club es un equipo profesional de rugby league de Inglaterra con sede en la ciudad de Castleford.
Participa anualmente en la Super League, la principal competición de la disciplina en el país.
El equipo hace como local en el Mend-A-Hose Jungle, con una capacidad de 11.750 espectadores.

## Historia
El club hizo su debut en el campeonato inglés de rugby league en la temporada 1926-27 finalizando en la última posición.
Durante su  historia, el club ha logrado 4 copas nacionales, siendo su última consagración en 1986.

## Palmarés

### Campeonatos Nacionales
- Challenge Cup[2] (4): 1935, 1969, 1970, 1986
- RFL Championship (2): 2005, 2007
- League Leaders' Shield (1): 2017